# Хольцман, Адольф
Адольф Карл Вильгельм Хо́льцман (нем. Adolph Karl Wilhelm Holtzmann; 2 мая 1810, Карлсруэ — 3 июля 1870, Гейдельберг) — известный германист, индолог, переводчик и педагог; профессор германской и санскритской филологии в Гейдельбергском университете; автор закона Хольцмана.

## Биография
Адольф Хольцман учился сперва в Галльском университете, затем продолжил образование в Берлинском университете. Первоначально изучал теологию под началом Фридриха Шлейермахера, но потом обратился к лингвистике.
Окончив обучение, с 1832 года проживал в Мюнхене, где слушал лекции Иоганна Андреаса Шмеллера, а в 1834 году Хольцман переехал в столицу Франции, где на него оказал значительное влияние Эжен Бюрнуф. Начиная с 1837 года, на протяжении нескольких лет, служил педагогом-наставником в королевской семье Бадена.
Преподавал на кафедре германской и санскритской филологии в Гейдельбергском университете.
Из научных трудов учёного наиболее известны следующие: критическое издание франкского перевода «Isidorus de nativitate Domini» (Карлсруэ, 1836), перевод «Рамаяны» (1841), «Sagen aus der Mahabharata», «Ueber den griech. Ursprung des indischen Thierkreises» и «Beiträge zur Erklärung der pers. Keilschriften».
Особенное внимание обратили на себя две книги Хольцмана, «Kelten und Germanen» (Штутгарт, 1855), где автор доказывает тождество этих двух племен, и «Untersuchungen über das Nibelungenlied», где пытается опровергнуть теорию немецкого филолога Карла Лахмана.

## Избранная библиография
- Über den griechischen Ursprung des indischen Tierkreises, 1841.
- Über den Umlaut : zwei Abhandlungen, 1843.
- Über den Ablaut, 1844.
- Beiträge zur Erklärung der persischen Keilinschriften, 1845.
- Indische sagen, (2 volumes) 1846.
- Untersuchungen über das Nibelungenlied, 1854.
- Kelten und Germanen. Eine historische Untersuchung, 1855.
- Der grosse Wolfdieterich, 1865.
- Altdeutsche Grammatik, umfassend die gotische, altnordische, altsächsische Sprache, 1870-75.
- Germanische alterthümer. Mit text, übersetzung und erklärung von Tacitus Germania, 1873.
- Deutsche Mythologie, 1874.